# Tilapia (genre)
Pour le nom vernaculaire, voir Tilapia.
Genre
Tilapia est un genre de poissons, de la famille des cichlidés, comprenant environ 40 espèces originaires de la zone éthiopienne. Ils font partie du groupe des poissons connus sous le nom vernaculaire de tilapia, regroupant alors des espèces du genre Tilapia ainsi que des genres Oreochromis et Sarotherodon. Certaines espèces de ce genre sont utilisées en élevage piscicole.
Le nom vernaculaire « tilapia » se traduit en anglais par St. Peter's Fish. Ces poissons ne doivent pas être confondus avec le Saint-pierre des francophones.

## Taxinomie
Une grande partie des espèces que regroupe ce genre sont aujourd'hui réhabilitées dans les genres Coptodon et Heterotilapia à la suite des travaux de Dunz et Schliewen (2013).

## Description du genre
Les plus grands spécimens de tilapias mesurent 61 cm et pèsent 5,5 kg.

### Reproduction
Après une parade nuptiale, la femelle pond environ 200 ovules dans la cuvette et le mâle les féconde. Les œufs, puis les jeunes, sont gardés dans la bouche des parents. L’incubation dure environ deux semaines. Peut avoir 6 à 11 cycles de pontes par année. Maturité sexuelle à 10g pour les femelles, optimum à 40g.

## Liste des espèces
Selon FishBase (27 juin 2017) :
- Tilapia baloni Trewavas & Stewart, 1975
- Tilapia brevimanus Boulenger, 1911
- Tilapia busumana (Günther, 1903)
- Tilapia guinasana Trewavas, 1936
- Tilapia pra Dunz & Schliewen, 2010
- Tilapia ruweti (Poll & Thys van den Audenaerde, 1965)
- Tilapia sparrmanii Smith, 1840

Selon ITIS (27 juin 2017) :
- Tilapia bakossiorum Stiassny, Schliewen & Dominey, 1992
- Tilapia baloni Trewavas & Stewart, 1975
- Tilapia bemini Thys van den Audenaerde, 1972
- Tilapia bilineata Pellegrin, 1900
- Tilapia brevimanus Boulenger, 1911
- Tilapia busumana (Günther, 1903)
- Tilapia buttikoferi (Hubrecht, 1881)
- Tilapia bythobates Stiassny, Schliewen & Dominey, 1992
- Tilapia cabrae Boulenger, 1899
- Tilapia cameronensis Holly, 1927
- Tilapia camerunensis Lönnberg, 1903
- Tilapia cessiana Thys van den Audenaerde, 1968
- Tilapia coffea Thys van den Audenaerde, 1970
- Tilapia congica Poll & Thys van den Audenaerde, 1960
- Tilapia dageti Thys van den Audenaerde, 1971
- Tilapia deckerti Thys van den Audenaerde, 1967
- Tilapia discolor (Günther, 1903)
- Tilapia flava Stiassny, Schliewen & Dominey, 1992
- Tilapia guinasana Trewavas, 1936
- Tilapia guineensis (Günther, 1862)
- Tilapia gutturosa Stiassny, Schliewen & Dominey, 1992
- Tilapia hunteri (Günther, 1889)
- Tilapia imbriferna Stiassny, Schliewen & Dominey, 1992
- Tilapia ismailiaensis Mekkawy, 1995
- Tilapia jallae (Boulenger, 1896)
- Tilapia joka Thys van den Audenaerde, 1969
- Tilapia kottae Lönnberg, 1904
- Tilapia louka Thys van den Audenaerde, 1969
- Tilapia margaritacea Boulenger, 1916
- Tilapia mariae Boulenger, 1899
- Tilapia nigra (Günther, 1894)
- Tilapia nyongana Thys van den Audenaerde, 1971
- Tilapia rendalli (Boulenger, 1897)
- Tilapia rheophila Daget, 1962
- Tilapia ruweti (Poll & Thys van den Audenaerde, 1965)
- Tilapia snyderae Stiassny, Schliewen & Dominey, 1992
- Tilapia sparrmanii Smith, 1840
- Tilapia spongotroktis Stiassny, Schliewen & Dominey, 1992
- Tilapia tholloni (Sauvage, 1884)
- Tilapia thysi Stiassny, Schliewen & Dominey, 1992
- Tilapia walteri Thys van den Audenaerde, 1968
- Tilapia zillii (Gervais, 1848)

## Utilisation par l'homme
Le Saint-Pierre/Tilapia a été implanté au Viêt Nam dans les rizières inondées pour lutter contre le paludisme : ce poisson se nourrit en effet de larves de moustiques. Il peut être ensuite consommé.
Certaines espèces comme Tilapia buttikoferi  sont appréciées par les aquariophiles.

### Élevage
Certaines espèces de Tilapia ont été introduites dans des plans d'eau douce d'Amérique centrale et d'Asie du Sud-Est car elles présentent des caractéristiques intéressantes pour le type d'élevage :
1. un régime alimentaire polyvalent (planctonophage, végétarien ou omnivore) ;
2. un indice de conversion alimentaire et une croissance généralement élevés ;
3. une grande résistance au manque d'oxygène, sans respiration aérienne (dipneuste) ;
4. une reproduction rapide et facile ;
5. un faible degré de parasitisme, ce qui diminue les pertes causées par une baisse dans le taux de croissance et par la mortalité ;
6. une chair de bonne qualité et de prix abordable ;
7. une tolérance aux eaux à température relativement élevée.

La production actuelle de Tilapia est de 1,5 million de tonnes, essentiellement en Chine et aux Philippines.
En Belgique, bien qu'il ait besoin d’eau chaude pour vivre, la société Aquafarm produit ce poisson tropical. Le projet consiste à réutiliser l’eau chaude qui sort du circuit tertiaire de la centrale nucléaire de Tihange,.

### OGM
Parmi les espèces de poissons génétiquement modifiés (OGM) destinées à l’élevage, se trouvent le tilapia, le saumon de l’Atlantique et certaines espèces de saumon du Pacifique.